# روستای شاه تپه
روستای شاه تپه در حدوداً ۱۵ کیلومتری شمال غربی شهر قزوین در استان قزوین یکی از استانهای ایران واقع شده‌است.

## محصولات کشاورزی
به دلیل بارندگی مطلوب در این منطقه کشاورزی در آنجا رونق بسیار دارد. محصول عمده این روستا "عدس " می‌باشد که سازگاری خوبی با اب و هوای منطقه دارد. همچنین درختان گردو و فندق و گیلاس نیز در این روستا به‌خوبی رشد می‌کنند.

## حیات وحش
به دلیل بکر بودن منطقه عمده حیات وحش این روستا همچنان به حیات خود در این ناحیه ادامه می‌دهند. حیات وحش این منطقه عمدتاً از حشرات گوناگون؛ پرندگان متنوع و خزندگانی مثل مار و سوسمار و لاک‌پشت و نیز خرگوش و روباه و شغال و در ارتفاعات خرس و پلنگ ایرانی تشکیل شده‌است.

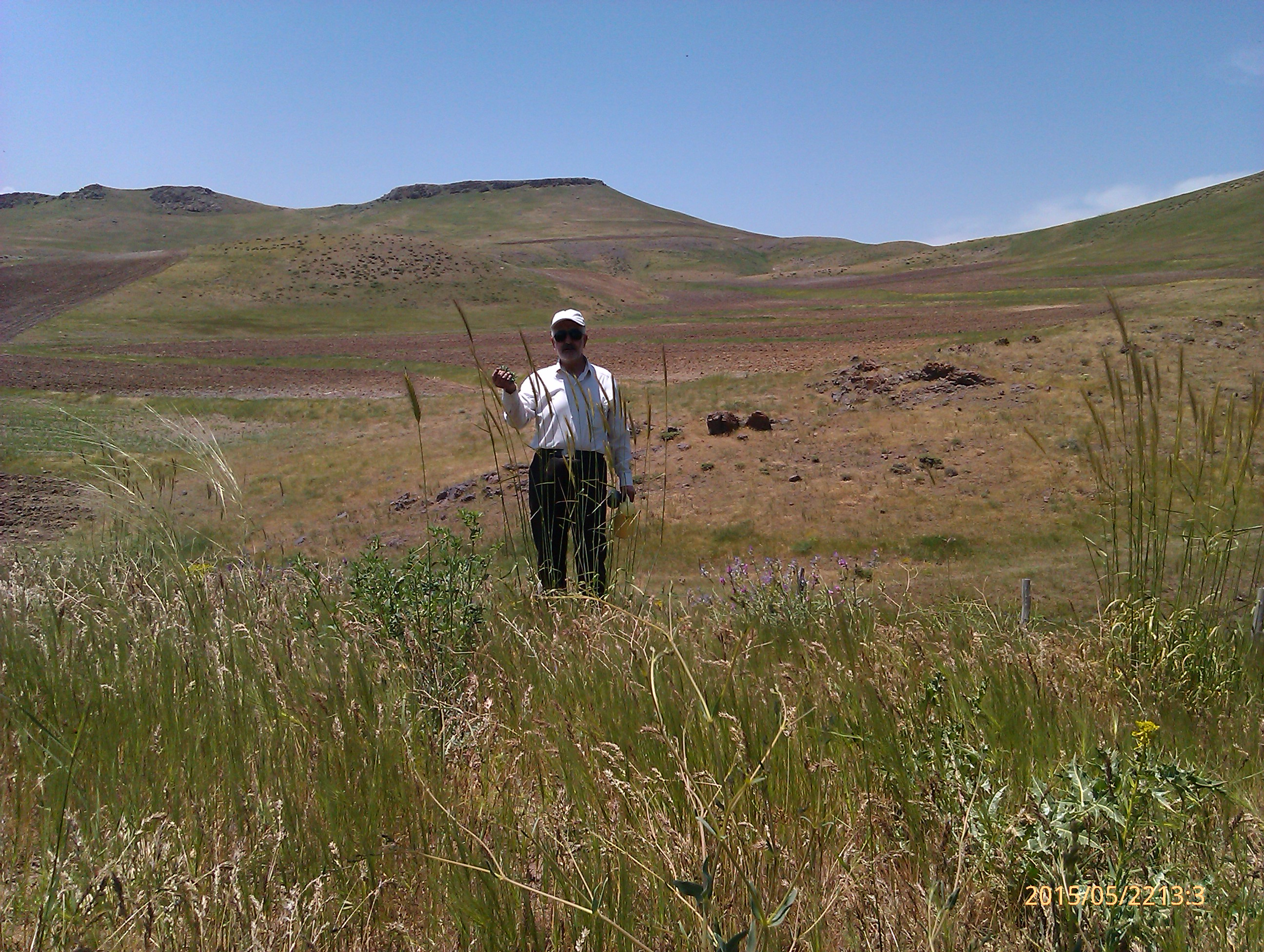
برداشت سبزی کوهی

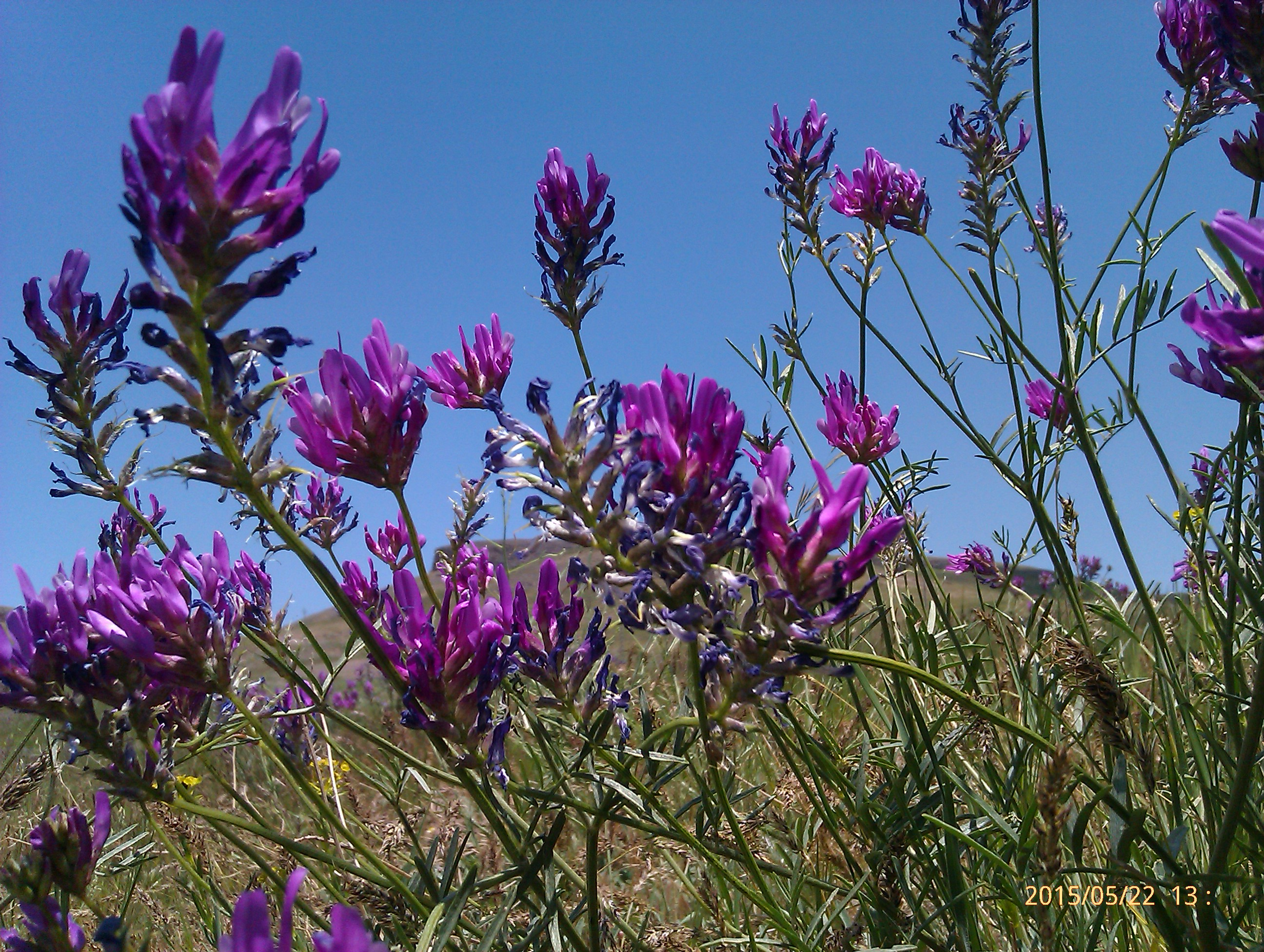
گیاهان بومی روستا

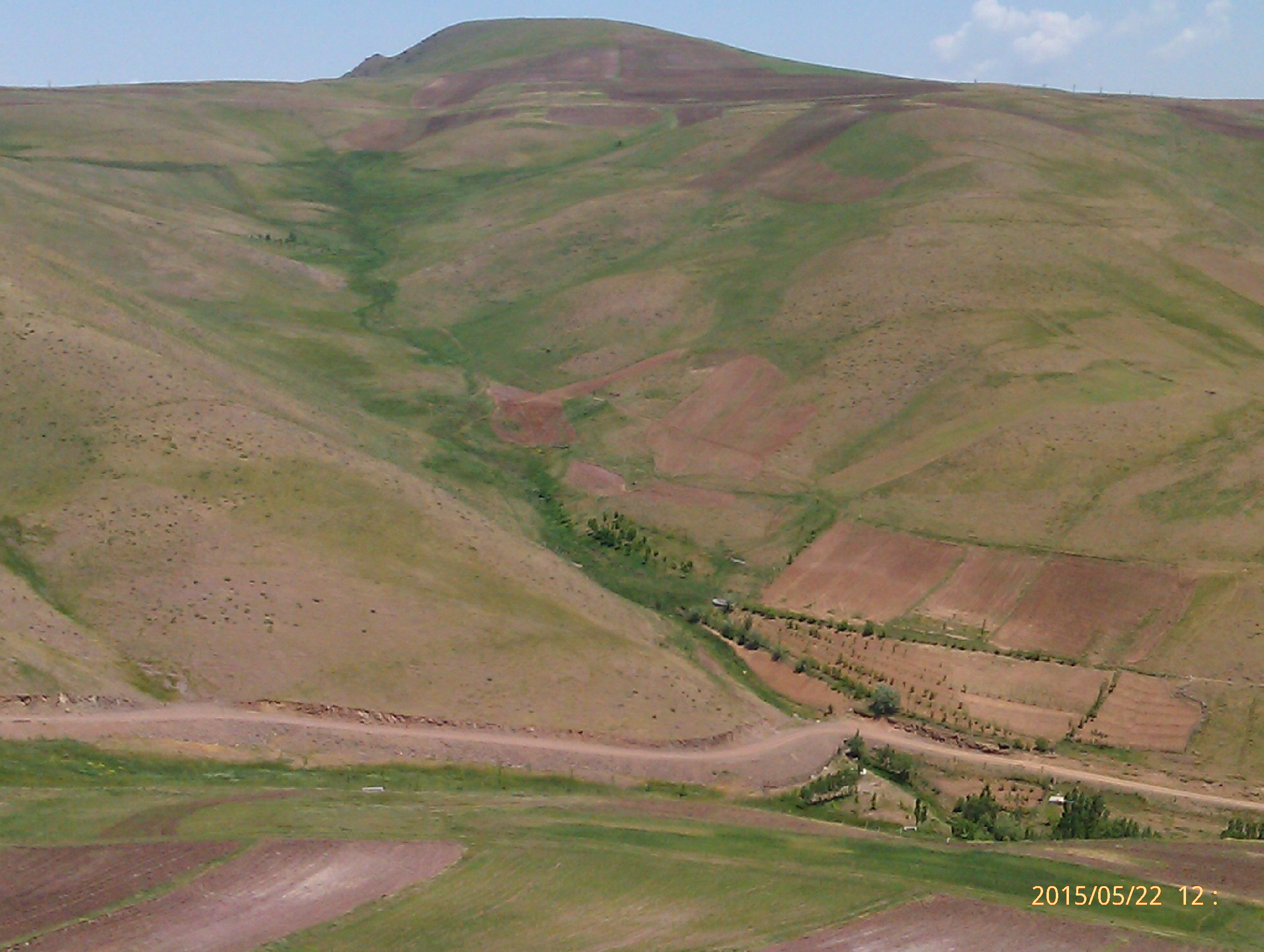
دره زیبای مجاور